# Belgische kampioenschappen atletiek 1921
In 1921 vonden de Belgische kampioenschappen atletiek Alle Categorieën zowel voor mannen als voor vrouwen  plaats op 3 juli in het De Coninckstraatstadion in Sint-Jans-Molenbeek en op 10 juli in het Joseph Marienstadion in  Vorst. De 10.000 m werd gehouden op 28 augustus in het Josaphatpark in Schaarbeek tijdens de vrouweninterland België - Frankrijk. 
Tijdens deze kampioenschappen verbeterde Jean Hénault het Belgisch record in het hoogspringen van Léon Dupont tot 1,76 m en Jean Lefebvre het record in het verspringen naar 6,625 m. Bij de vrouwen verbeterde Alice Depauw het Belgisch record hoogspringen naar 1,335 m.
De kampioenschappen voor vrouwen werden voor het eerst georganiseerd.

## Uitslagen

### 100 m/80 m
| rang   | atleet        | prestatie        |
| ------ | ------------- | ---------------- |
| Goud   | Paul Brochart | 11,1 s           |
| Zilver | Marcel Gustin | op 3,5 m         |
| Brons  | Paul Dupont   | op 1 borstlengte |

| rang   | atlete              | prestatie |
| ------ | ------------------- | --------- |
| Goud   | Flore De Raedt      | 11,5 s    |
| Zilver | Henriette Vandaelen | op 1 m    |
| Brons  | Eelen               |           |

### 200 m
| rang   | atleet          | prestatie |
| ------ | --------------- | --------- |
| Goud   | Paul Brochart   | 23,8 s    |
| Zilver | Pierre Meuleman | op 3 m    |
| Brons  | J. Delgoffe     |           |

### 400 m/300 m
| rang   | atleet            | prestatie        |
| ------ | ----------------- | ---------------- |
| Goud   | François Morren   | 52,3 s           |
| Zilver | Jacques Robyn     | op 2 m           |
| Brons  | Joseph Vander Wee | op 1 borstlengte |

| rang   | atlete              | prestatie |
| ------ | ------------------- | --------- |
| Goud   | Flore De Raedt      | 49,4 s    |
| Zilver | Eelen               | op 3 m    |
| Brons  | Henriette Vandaelen | op 3 m    |

### 800 m/1000 m
| rang   | atleet            | prestatie |
| ------ | ----------------- | --------- |
| Goud   | Joseph Vander Wee | 2.02,4    |
| Zilver | J. Hale           | op 3 m    |
| Brons  | Robert Smets      | op 15 m   |

| rang   | atlete                 | prestatie |
| ------ | ---------------------- | --------- |
| Goud   | Florentine Walschaerts | 3.32,2    |
| Zilver | Elvire Berlemont       | op 15 m   |
| Brons  | Jeanne Seminckx        | op 20 m   |

### 1500 m
| rang   | atleet         | prestatie |
| ------ | -------------- | --------- |
| Goud   | Leon Fourneau  | 4.14,8    |
| Zilver | Lucien Bangels | op 2 m    |
| Brons  | Robert Smets   | op 0,5 m  |

### 5000 m
| rang   | atleet                | prestatie |
| ------ | --------------------- | --------- |
| Goud   | Valmy Pacqout         | 16.03,0   |
| Zilver | Julien Van Campenhout | op 25 m   |
| Brons  | E. Standaert          | op 50 m   |

### 10.000 m
| rang   | atleet         | prestatie |
| ------ | -------------- | --------- |
| Goud   | Aimé Proot     | 33.42,8   |
| Zilver | L. D’haenens   | op 250 m  |
| Brons  | Lucien Bangels | op 500 m  |

### 110 m horden
| rang   | atleet              | prestatie        |
| ------ | ------------------- | ---------------- |
| Goud   | Omer Smet           | 17,3 s           |
| Zilver | José Gyrrha         | op 2 m           |
| Brons  | Joseph Vanderwinden | op 1 borstlengte |

### 400 m horden
| rang   | atleet          | prestatie |
| ------ | --------------- | --------- |
| Goud   | Omer Smet       | 1.00,3    |
| Zilver | Albert Van Dyck | op 3 m    |
| Brons  | P. Page         | op 0,5 m  |

### Verspringen
| rang   | atleet        | prestatie |
| ------ | ------------- | --------- |
| Goud   | Jean Lefebvre | 6,625 m   |
| Zilver | Omer Smet     | 6,355 m   |
| Brons  | N. Meysmans   | 6,335 m   |

### Hoogspringen
| rang   | atleet         | prestatie |
| ------ | -------------- | --------- |
| Goud   | Jean Hénault   | 1,76 m    |
| Zilver | Eugene Lecocq  | 1,70 m    |
| Brons  | Antoine Lechat | 1,70 m    |

| rang   | atlete              | prestatie    |
| ------ | ------------------- | ------------ |
| Goud   | Alice De Pauw       | 1,335 m (NR) |
| Zilver | Hermance Maes       | 1,15 m       |
| Brons  | Henriette Vandaelen |              |

### Polsstokhoogspringen
| rang   | atleet                       | prestatie |
| ------ | ---------------------------- | --------- |
| Goud   | Powell                       | 3,30 m    |
| Zilver | Jean Goblet                  | 3,30 m    |
| Brons  | D. Gilbert Maurice Henrijean | 3,20 m    |

### Kogelstoten
| rang   | atleet            | prestatie |
| ------ | ----------------- | --------- |
| Goud   | Gustaaf Wuyts     | 11,80 m   |
| Zilver | Louis Wierinckx   | 11,75 m   |
| Brons  | Louis Devogelaere | 10,72 m   |

| rang   | atlete           | prestatie |
| ------ | ---------------- | --------- |
| Goud   | Alice De Pauw    | 7,48 m    |
| Zilver | Levagne          | 6,49 m    |
| Brons  | Elvire Berlemont | 6,39 m    |

### Discuswerpen
| rang   | atleet            | prestatie |
| ------ | ----------------- | --------- |
| Goud   | Arthur De Laender | 35,21 m   |
| Zilver | Gustaaf Wuyts     | 34,88 m   |
| Brons  | Louis Devogelaere | 32,50 m   |

### Speerwerpen
| rang   | atleet        | prestatie |
| ------ | ------------- | --------- |
| Goud   | Jean Lefebvre | 43,515 m  |
| Zilver | Adolf Hauman  | 43,19 m   |
| Brons  | Desiré Wuyts  | 40,89 m   |

NR: nationaal record
1889 · 
1890 · 
1891 · 
1892 · 
1893 · 
1894 · 
1895 · 
1896 · 
1897 · 
1898 · 
1899 · 
1900 · 
1901 · 
1902 · 
1903 · 
1904 · 
1905 · 
1906 ·
1907 ·
1908 · 
1909 · 
1910 · 
1911 · 
1912 · 
1913 · 
1914 · 
1919 · 
1920 · 
1921 · 
1922 · 
1923 · 
1924 · 
1925 · 
1926 · 
1927 · 
1928 · 
1929 · 
1930 · 
1931 · 
1932 · 
1933 · 
1934 · 
1935 · 
1936 · 
1937 · 
1938 · 
1939 · 
1940 · 
1941 · 
1942 · 
1943 · 
1944 · 
1945 · 
1946 · 
1947 · 
1948 · 
1949 · 
1950 · 
1951 · 
1952 · 
1953 · 
1954 · 
1955 · 
1956 · 
1957 · 
1958 · 
1959 · 
1960 · 
1961 · 
1962 · 
1963 · 
1964 · 
1965 · 
1966 · 
1967 · 
1968 · 
1969 · 
1970 · 
1971 · 
1972 · 
1973 · 
1974 · 
1975 · 
1976 · 
1977 · 
1978 · 
1979 · 
1980 · 
1981 · 
1982 · 
1983 · 
1984 · 
1985 · 
1986 · 
1987 · 
1988 · 
1989 · 
1990 · 
1991 · 
1992 · 
1993 · 
1994 ·
1995 · 
1996 · 
1997 · 
1998 · 
1999 · 
2000 · 
2001 · 
2002 · 
2003 · 
2004 · 
2005 · 
2006 · 
2007 · 
2008 · 
2009 · 
2010 · 
2011 · 
2012 · 
2013 · 
2014 · 
2015 · 
2016 · 
2017 · 
2018 · 
2019 · 
2020 · 
2021 · 
2022 · 
2023 · 
2024